# Teoria iafetica

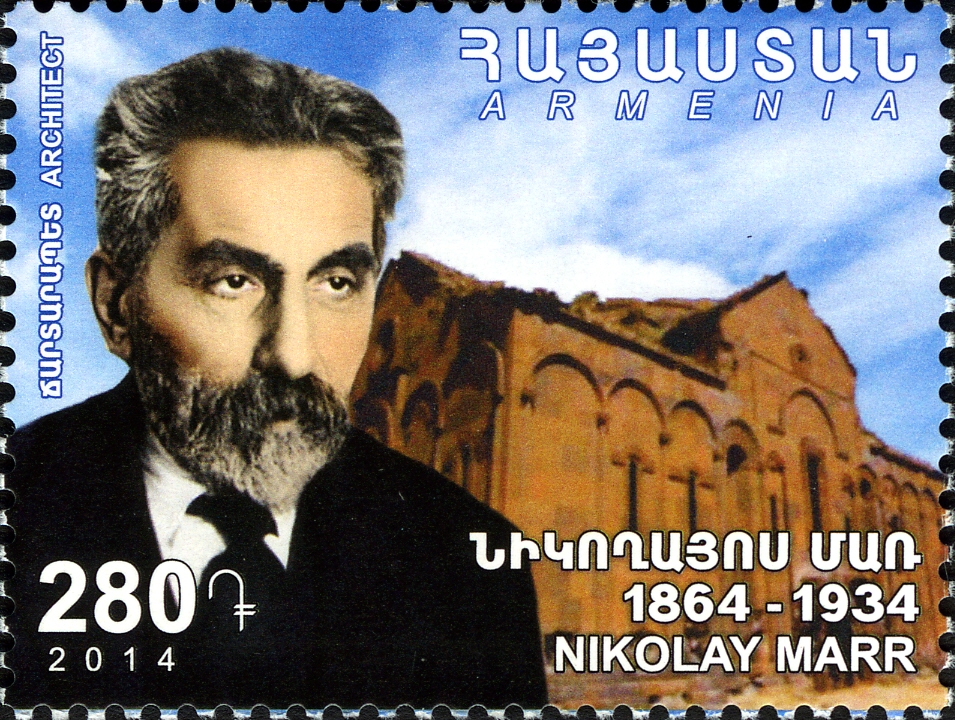
Nikolaj Marr, sostenitore della teoria iafetica, effigiato su un francobollo armeno

Linguisticamente parlando, la teoria iafetica (o giafetica) del linguista russo Nikolaj Jakovlevič Marr (1864–1934) postula che le lingue cartveliche dell'area del Caucaso sono imparentate con le lingue semitiche del Medio Oriente. La teoria guadagnò consensi tra i linguisti sovietici per motivi ideologici, in quanto era vista come rappresentazione di una scienza "proletaria", opposta ad una di natura "borghese".

## Scelta del nome
Marr adottò il termine "iafetico" da Jafet, uno dei figli di Noè, per meglio esprimere la relazione tra lingue cartveliche del Caucaso con le lingue semitiche del Medio Oriente (le quali prendono il nome da Sem, uno dei fratelli di Jafet). Marr ipotizzò un'origine comune delle lingue caucasiche, lingue camito-semitiche e basco. In realtà proposte simili alla teoria iafetica esistevano già prima della rivoluzione di ottobre, come si evince dai riferimenti nello scritto ottocentesco Pan Tadeusz (1834) di Adam Mickiewicz. Nel 1917, Marr aderì entusiasticamente alla rivoluzione e offrì i suoi servizi al nuovo regime sovietico. Divenne presto il più importante linguista del Paese.

## Teoria
Marr teorizzò che le lingue iafetiche fossero diffuse in tutta Europa prima dell'avvento delle lingue indoeuropee; secondo la sua ipotesi, esse sopravvivono ancora oggi come substrato linguistico. Seguendo questo modello, Marr tentò di applicare la "teoria del conflitto" marxista nel campo della linguistica, sostenendo che differenti strati linguistici corrispondono a differenti classi sociali. Infatti, nella sua teoria le classi sociali contano molto più della convivenza territoriale: prendendo in considerazione una stessa classe sociale di due popolazioni molto distanti tra loro, secondo Marr esse userebbero una lingua più simile rispetto a quella parlata dalle altre classi che coabitano i loro rispettivi territori.
Sotto questo aspetto, Marr tentava di estendere la teoria marxista della "coscienza di classe" internazionale ben oltre il suo significato originale, provando ad applicarlo allo studio delle lingue. Marr era contrario anche alla nozione secondo cui una lingua comune è fondamentale per la coesione di un popolo. Secondo lo studioso, questa non è altro che una falsa coscienza dettata dal "nazionalismo borghese". Per rendere la sua dottrina speculativa interessante, Marr le diede una base totalmente marxista. Egli ipotizzò una fusione delle lingue moderne sino alla creazione di un'unica lingua della società comunista. Questa teoria fu fondamentale per la massiccia campagna sovietica avvenuta negli anni Venti e Trenta, volta all'introduzione dell'alfabeto latino per le minoranze etniche presenti nel paese, includendo anche il rimpiazzo dell'alfabeto cirillico che a quei tempi era già in uso.
Una volta ottenuta la stima degli ufficiali sovietici, a Marr fu concesso di gestire la Biblioteca nazionale russa dal 1926 al 1930 e l'Istituto Iafetico dell'Accademia delle scienze dal 1921 fino alla sua morte. Fu eletto vice presidente dell'Accademia sovietica delle scienze nel 1930. Nel 1950, Iosif Stalin mise in discussione le teorie di Marr, ormai deceduto, attraverso l'articolo Il marxismo e i problemi della linguistica, pubblicato su tutte le testate giornalistiche sovietiche più importanti: il titolo prendeva ispirazione dagli scritti di Arnold Chikobava, fondamentale oppositore delle teorie di Marr.
Alcune fonti suggeriscono addirittura che l'intero testo sia in realtà concepito dallo stesso Chikobava o frutto dell'unione di report ufficiali di quest'ultimo a Stalin. Prendendo in considerazione il carattere "classistico" della lingua, l'autore asseriva che Marr avesse introdotto nella linguistica formule incorrette e non marxiste, creando confusione sia riguardo al suo pensiero, sia riguardo alla linguistica in generale. La linguistica sovietica non poteva evolversi sulle basi di teorie sbagliate che si opponevano a tutto il corso della storia dei popoli e delle lingue. Da quel momento, la teoria iafetica fu considerata fallace, sia all'interno che all'esterno della vecchia Unione Sovietica.